# 旧制中等教育学校の一覧 (岩手県)
学制改革前（第二次世界大戦前）の岩手県内での旧学制の中等教育学校の一覧である。

## 旧制中学校

### 公立
- 公立岩手中学校（1880年）⇒ 岩手県尋常中学校 ⇒ 岩手県盛岡尋常中学校 ⇒ 岩手県盛岡中学校 ⇒ 岩手県立盛岡中学校 ⇒《新制》岩手県立盛岡第一高等学校 ⇒（統合）岩手県立盛岡高等学校 ⇒（1951年：分離）岩手県立盛岡第一高等学校
- 岩手県一関尋常中学校（1898年）⇒岩手県一関中学校 ⇒ 岩手県立一関中学校 ⇒《新制》岩手県立一関第一高等学校 ⇒（統合）岩手県立一関高等学校 ⇒（分離）岩手県立一関第一高等学校 ⇒ 岩手県立一関第一高等学校・附属中学校（2009年）
- 岩手県立福岡中学校（1901年）⇒《新制・統合》岩手県立福岡高等学校
- 岩手県立遠野中学校（1901年）⇒《新制》岩手県立遠野第一高等学校 ⇒（1949年：統合）岩手県立遠野高等学校
- 岩手県立黒沢尻中学校（1924年）⇒《新制》岩手県立黒沢尻第一高等学校 ⇒（統合）岩手県立黒沢尻高等学校 ⇒（1954年：分離）岩手県立黒沢尻北高等学校
- 花巻町外17町村学校組合立花巻中学校（1931年）⇒ 岩手県立花巻中学校 ⇒《新制》岩手県立花巻第一高等学校 ⇒（統合）岩手県立花巻高等学校 ⇒（1953年：分離）岩手県立花巻北高等学校
- 岩手県立釜石中学校（1940年）⇒《新制》岩手県立釜石第一高等学校 ⇒（統合）岩手県立釜石高等学校 ⇒（1963年：分離）岩手県立釜石南高等学校、岩手県立釜石北高等学校 ⇒（2008年：両校を統合）岩手県立釜石高等学校
- 岩手県立宮古中学校（1943年）⇒《新制・統合》岩手県立宮古第一高等学校 ⇒（1949年：統合）岩手県立宮古高等学校
- 岩手県立水沢中学校（1946年）⇒《新制・統合》岩手県立水沢高等学校
- 私立盛岡夜間中学（1924年）⇒ 岩手県立盛岡夜間中学校 ⇒ 岩手県立杜陵中学校 ⇒《新制》岩手県立杜陵高等学校（岩手県立杜陵高等学校奥州校）
- 魂まつり会夜学校 ⇒ 私立釜石青年夜間学校 ⇒ 私立釜石夜間中学校 ⇒ 釜石町立釜石夜間中学校 ⇒ 釜石市立釜石夜間中学校 ⇒ 釜石市立陸東中学校 ⇒《新制・釜石中学校と統合》岩手県立釜石第一高等学校夜間部 ⇒（統合）岩手県立釜石高等学校 ⇒（分離）岩手県立釜石南高等学校 ⇒（2008年：統合）岩手県立釜石高等学校

### 私立
- 岩手中学校（1926年）⇒《新制》岩手中学校・高等学校
- 一関夜間中学校（1938年） ⇒ 関城中学校・一関商業学校  ⇒《新制》岩手県関城高等学校 ⇒ 関城工業高等学校・一関商業高等学校 ⇒ 一関商工高等学校 ⇒ 一関学院高等学校（2001年）
- 花巻夜間中学校 ⇒ 岩手県立花巻北高等学校

## 高等女学校

### 公立
- 市立盛岡高等女学校（1897年）⇒ 岩手県立高等女学校 ⇒ 岩手県立盛岡高等女学校 ⇒（1923～1926年：岩手県女子師範学校を併設）⇒《新制》岩手県立盛岡第二高等学校 ⇒（統合）岩手県立盛岡高等学校 白梅校舎 ⇒（1951年：分離）岩手県立盛岡第二高等学校
- 岩手県立花巻高等女学校（1911年）⇒《新制》岩手県立花巻第二高等学校 ⇒（統合）岩手県立花巻高等学校 ⇒（1953年：分離）岩手県立花巻南高等学校
- 郡立西磐井女子職業学校（1907年）⇒ 西磐井郡立西磐井実科高等女学校 ⇒ 岩手県立一関実科高等女学校 ⇒ 岩手県立一関高等女学校（1922年）⇒《新制》岩手県立一関第二高等学校 ⇒（統合）岩手県立一関高等学校 ⇒（1951年：分離）岩手県立一関第二高等学校
- 遠野町立女子職業補習学校（1908年）⇒ 岩手県立遠野高等女学校（1926年）⇒《新制》岩手県立遠野第二高等学校 ⇒（1949年：統合）岩手県立遠野高等学校
- 胆沢郡立実科女学校（1911年）⇒ 岩手県立水沢実科高等女学校 ⇒ 岩手県立水沢高等女学校（1926年）⇒《新制・統合》岩手県立水沢高等学校
- 私立二戸実修学校（1911年）⇒ 私立二戸実業学校 ⇒ 一戸町・浪打村・鳥海村一町二村組合立実業学校 ⇒ 二戸郡女子実業学校 ⇒ 二戸郡立実科高等女学校 ⇒ 岩手県立一戸実科高等女学校 ⇒ 岩手県立一戸高等女学校（1926年）⇒《新制》岩手県立一戸高等学校
- 岩谷堂町立実科高等女学校（1918年）⇒ 岩手県立岩谷堂高等女学校（1926年）⇒《新制》岩手県立岩谷堂高等学校
- 黒沢尻町立黒沢尻実科女学校（1919年）⇒ 黒沢尻町立黒沢尻高等女学校（1928年）⇒ 岩手県立黒沢尻高等女学校 ⇒《新制》岩手県立黒沢尻第二高等学校 ⇒（統合）岩手県立黒沢尻高等学校 ⇒（1954年：分離）岩手県立黒沢尻南高等学校 ⇒ 岩手県立北上翔南高等学校（2004年）
- 宮古町立宮古実科高等女学校（1923年）⇒ 宮古町立宮古高等女学校（1929年）⇒ 岩手県立宮古高等女学校 ⇒《新制》岩手県立宮古第二高等学校 ⇒（1949年：統合）岩手県立宮古高等学校
- 高田町ほか八ヵ町村学校組合立高田実科高等女学校（1930年）⇒ 岩手県立高田実科高等女学校 ⇒ 岩手県立高田高等女学校（1936年）⇒《新制》岩手県立高田高等学校
- 釜石町立釜石女子職業補習学校（1914年）⇒ 釜石町立釜石実科高等女学校 ⇒ 釜石市立釜石実科高等女学校 ⇒ 釜石市立釜石高等女学校（1939年）⇒ 岩手県立釜石高等女学校 ⇒《新制》岩手県立釜石第二高等学校 ⇒（統合）岩手県立釜石高等学校 ⇒（1963年：分離）岩手県立釜石南高等学校、岩手県立釜石北高等学校 ⇒（2008年：両校を統合）岩手県立釜石高等学校
- 盛岡市立第一高等女学校（1940年）⇒《新制》盛岡市立女子高等学校 ⇒（1949年：統合）盛岡市立高等学校
- 大槌町立大槌実科高等女学校（1919年）⇒ 大槌町立大槌高等女学校（1943年）⇒《新制》岩手県立大槌高等学校
- 岩手県福岡実科高等女学校（1924年）⇒ 岩手県福岡高等女学校（1943年）⇒《新制・統合》岩手県立福岡高等学校
- 前沢女子職業専修学校（1925年）⇒ 前沢町立実科高等女学校 ⇒ 前沢町立前沢高等女学校（1943年）⇒《新制》岩手県立前沢高等学校
- 岩手県立久慈高等女学校（1943年）⇒《新制》岩手県立久慈高等学校
- 山田町立実科高等女学校（1926年）⇒ 組合立岩手県山田高等女学校（1946年）⇒ 岩手県立岩手県山田高等女学校 ⇒《新制》岩手県立山田高等学校
- 私立摺沢家政女学校（1926年）⇒《新制》摺沢町外22ヶ所町村組合立岩手県摺沢高等学校 ⇒ 岩手県立摺沢高等学校 ⇒ 岩手県立大東高等学校（1964年）
- 沼宮内町立沼宮内実科高等女学校（1924年）⇒ 町立沼宮内家政専修学校 ⇒ 町立沼宮内青年学校 →《新制・同校地に開校》岩手県立沼宮内高等学校

### 私立
- 私立盛岡女学校（1892年）⇒ 私立東北高等女学校（1911年）⇒ 東北高等女学校 ⇒《新制》盛岡白百合学園中学校・高等学校
- 盛岡実科高等女学校（1921年）⇒ 岩手高等女学校（1927年）⇒《新制》岩手女子高等学校
- 清明女学校（1926年）⇒《新制》水沢女子高等学校 ⇒ 水沢第一高等学校（1960年）
- 盛岡友の会生活学校（1933年）⇒《新制》向中野学園高等学校 ⇒ 盛岡スコーレ高等学校（1998年）
- 小梨コマ裁縫塾（1899年）⇒ 岩手県下私立裁縫修紅学校 ⇒ 一関私立裁縫修紅女学校 ⇒ 一関裁縫修紅学校 ⇒《新制》一関修紅高等学校 ⇒ 麻生一関高等学校 ⇒ 一関修紅高等学校（2001年）
- 岩手洋裁専門学院（1947年）⇒《新制》黒沢尻女子高等学校 ⇒ 北上商業高等学校 ⇒ 専修大学北上商業高等学校 ⇒ 専修大学付属北上高等学校 ⇒ 専修大学北上高等学校（1963年）

## 旧制実業学校

### 公立

#### 岩手・盛岡
- 獣医学舎（1879年）、岩手県農事講習所（1888年）⇒（1899年：両校を統合）岩手県農学校 ⇒ 岩手県立農学校 ⇒ 岩手県立盛岡農学校 ⇒《新制》岩手県立盛岡農業高等学校 ⇒ 岩手県立柏高等学校 ⇒ 岩手県立盛岡農業高等学校（1952年）
- 私立盛岡商業學校（1897年）⇒ 公立商業學校 ⇒（一時廃止）→ 盛岡市立商業学校（1913年）⇒ 岩手県立盛岡商業学校 ⇒《新制》岩手県立盛岡商業高等学校 ⇒（統合）岩手県立盛岡高等学校 商業部 ⇒（分離）岩手県立盛岡第三高等学校 ⇒ 岩手県立盛岡商業高等学校（1952年）
- 岩手県実業学校（1898年）⇒ 岩手県立工業学校 ⇒ 岩手県立盛岡工業学校 ⇒《新制》岩手県立盛岡工業高等学校 ⇒ 岩手県立高松高等学校 ⇒ 岩手県立盛岡工業高等学校（1953年）
- 盛岡実践女学校（1920年）⇒ 盛岡女子商業学校 ⇒ 盛岡市立女子商業学校 ⇒《新制》盛岡市立女子商業高等学校 ⇒（1949年：統合）盛岡市立高等学校

#### 稗貫
- 稗貫郡立稗貫農学校（1906年）⇒ 岩手県立花巻農学校 ⇒《新制》岩手県立花巻農業高等学校

#### 和賀
- 岩手県立黒沢尻工業学校（1939年）⇒《新制》岩手県立黒沢尻工業高等学校 ⇒ 岩手県立和賀高等学校 ⇒ 岩手県立黒沢尻工業高等学校
  - 岩手県立黒沢尻第二工業学校 ⇒《新制》岩手県立黒沢尻第二工業高等学校 ⇒（黒沢尻工業学校と統合）

#### 胆沢
- 胆沢郡立胆沢農業学校（1903年）⇒ 岩手県胆沢農学校 ⇒ 岩手県立水沢農学校 ⇒《新制》岩手県立水沢農業高等学校 ⇒ 岩手県立胆沢高等学校 ⇒ 岩手県立水沢農業高等学校（1952）
- 町立水沢商業実践学校（1924年）⇒ 町立水沢商業学校 ⇒ 岩手県立水沢商業学校 ⇒《新制・統合》岩手県立水沢高等学校 ⇒（1954年：分立）岩手県立水沢商業高等学校

#### 磐井
- 東磐井郡立東磐井蚕業学校（1901年）⇒ 岩手県立蚕業学校 ⇒《新制》岩手県立千厩高等学校

#### 気仙
- 岩手県気仙農学校（1920年）⇒ 岩手県立盛学校 ⇒ 岩手県立盛農業園芸学校 ⇒ 岩手県立盛農業学校 ⇒《新制》岩手県立盛農業高等学校 ⇒ 岩手県立盛高等学校 ⇒ 岩手県立大船渡高等学校 ⇒（1965年：分立）岩手県立大船渡農業高等学校 ⇒（2008年：統合）岩手県立大船渡東高等学校

#### 上閉伊
- 釜石町立商業学校（1933年）⇒ 岩手県立釜石商業学校 ⇒ 釜石市女子商業学校 ⇒《新制》岩手県立釜石商業高等学校 ⇒ 岩手県立釜石高等学校商業部 ⇒ 岩手県立尾崎高等学校商業部 ⇒ 岩手県立釜石商業高等学校 ⇒（2009年：統合）岩手県立釜石商工高等学校
- 釜石市立釜石工業学校（1939年）⇒ 岩手県立釜石工業高等学校 ⇒（2009年：統合）岩手県立釜石商工高等学校

#### 下閉伊
- 水産補習学校（1895年）⇒ 下閉伊郡簡易水産学校 ⇒ 下閉伊郡立水産学校 ⇒ 岩手県立水産学校 ⇒ 岩手県立宮古水産学校 ⇒《新制》岩手県立宮古水産高等学校
- 町立宮古実業補習学校（1919年）⇒ 宮古市立商業学校 ⇒《新制：統合》岩手県立宮古第一高等学校 ⇒（1963年：分立）岩手県立宮古商業高等学校
- 岩泉町立農業学校（1943年）⇒ 岩手県立岩泉農業学校 ⇒《新制》岩手県立岩泉農業高等学校 ⇒ 岩手県立岩泉高等学校（1949年）

#### 九戸
- 九戸郡立九戸農林学校（1920年）⇒ 岩手県立久慈農林学校 ⇒《新制》岩手県立久慈農業高等学校 ⇒（統合）岩手県立久慈高等学校 ⇒（分立）岩手県立久慈農林水産高等学校 ⇒（1970年：分立）岩手県立久慈農林高等学校 ⇒（2005年：統合）岩手県立久慈東高等学校

### 私立
- 育英学舎 ⇒ 江南義塾 ⇒ 江南商業学校 ⇒ 岩手商業学校 ⇒（1944年：戦時非常措置）岩手農業学校 ⇒《新制》岩手農業高等学校 ⇒ 岩手橘高等学校 ⇒ 江南義塾盛岡高等学校（1995年）